# Korakas
Korakas (grekiska: Κόρακας) är en mindre, obebodd ö i Grekland. Den ligger sydväst om öarna Skantili och Skantzoura i ögruppen Sporaderna och regionen Thessalien, i den östra delen av landet, 120 km norr om huvudstaden Aten. Arean är 0,17 kvadratkilometer.